# AHL 1953/54
Die Saison 1953/54 war die 18. reguläre Saison der American Hockey League (AHL). Während der regulären Saison bestritten die sechs Teams der Liga jeweils 70 Spiele. Die vier besten Mannschaften der AHL spielten anschließend in einer Play-off-Runde um den Calder Cup.

## Teamänderungen
Folgende Änderungen wurden vor Beginn der Saison vorgenommen:
- Die St. Louis Flyers stellten den Spielbetrieb ein

## Reguläre Saison

### Abschlusstabellen
Abkürzungen: GP = Spiele, W = Siege, L = Niederlagen, T = Unentschieden, OTL = Niederlage nach Overtime, GF = Erzielte Tore, GA = Gegentore, Pts = Punkte

Erläuterungen: In Klammern befindet sich die Platzierung innerhalb der Conference;       = Playoff-Qualifikation,       = Division-Sieger,       = Conference-Sieger

#### Reguläre Saison
|                    | GP | W  | L  | T | GF  | GA  | Pts |
| ------------------ | -- | -- | -- | - | --- | --- | --- |
| Buffalo Bisons     | 70 | 39 | 24 | 7 | 283 | 217 | 85  |
| Hershey Bears      | 70 | 37 | 29 | 4 | 274 | 243 | 78  |
| Cleveland Barons   | 70 | 38 | 32 | 0 | 269 | 227 | 76  |
| Pittsburgh Hornets | 70 | 34 | 31 | 5 | 250 | 222 | 73  |
| Providence Reds    | 70 | 26 | 40 | 4 | 211 | 276 | 56  |
| Syracuse Warriors  | 70 | 24 | 42 | 4 | 215 | 317 | 52  |

### Beste Scorer
Abkürzungen: GP = Spiele, G = Tore, A = Assists, Pts = Punkte, +/- = Plus/Minus, PIM = Strafminuten; Fett: Saisonbestwert
| Spieler         | Team               | GP | G  | A  | Pts | PIM |
| --------------- | ------------------ | -- | -- | -- | --- | --- |
| George Sullivan | Hershey Bears      | 69 | 30 | 89 | 119 | 54  |
| Jack Gordon     | Cleveland Barons   | 70 | 31 | 71 | 102 | 20  |
| Don Marshall    | Buffalo Bisons     | 70 | 39 | 57 | 96  | 8   |
| Gaye Stewart    | Buffalo Bisons     | 70 | 42 | 53 | 95  | 38  |
| Eddie Olson     | Cleveland Barons   | 70 | 40 | 54 | 94  | 50  |
| Lorne Ferguson  | Hershey Bears      | 70 | 45 | 42 | 87  | 34  |
| Danny Lewicki   | Pittsburgh Hornets | 60 | 36 | 45 | 81  | 19  |
| Arnie Kullman   | Hershey Bears      | 69 | 40 | 41 | 81  | 35  |
| Dunc Fisher     | Hershey Bears      | 69 | 41 | 39 | 80  | 24  |
| Ed Slowinski    | Buffalo Bisons     | 67 | 38 | 41 | 79  | 16  |

## Calder-Cup-Playoffs

### Modus
Für die Play-offs qualifizierten sich die vier besten Mannschaften der American Hockey League. Im Halbfinale und Finale spielten diesen den Calder-Cup-Gewinner aus. Das Halbfinale wurde im Modus Best-of-Five ausgetragen, während das Finale im Modus Best-of-Seven stattfand.

### Play-off-Übersicht
|  | Halbfinale | Halbfinale         | Halbfinale |  |  | Finale | Finale           | Finale |
|  |            |                    |            |  |  |        |                  |        |
|  |            |                    |            |  |  |        |                  |        |
|  | 1          | Buffalo Bisons     | 0          |  |  |        |                  |        |
|  | 3          | Cleveland Barons   | 3          |  |  |        |                  |        |
|  |            |                    |            |  |  | 2      | Hershey Bears    | 2      |
|  |            |                    |            |  |  | 3      | Cleveland Barons | 4      |
|  | 2          | Hershey Bears      | 3          |  |  |        |                  |        |
|  | 4          | Pittsburgh Hornets | 2          |  |  |        |                  |        |
|  |            |                    |            |  |  |        |                  |        |

## Vergebene Trophäen

### Mannschaftstrophäen
| Auszeichnung                                              | Team             |
| --------------------------------------------------------- | ---------------- |
| Calder Cup Gewinner der AHL-Playoffs                      | Cleveland Barons |
| F. G. „Teddy“ Oke Trophy Bestes Team der regulären Saison | Buffalo Bisons   |

### Individuelle Trophäen
| Auszeichnung                                                                  | Spieler         | Team               |
| ----------------------------------------------------------------------------- | --------------- | ------------------ |
| Les Cunningham Award MVP der regulären Saison                                 | George Sullivan | Hershey Bears      |
| Carl Liscombe Trophy Bester Scorer                                            | George Sullivan | Hershey Bears      |
| Dudley „Red“ Garrett Memorial Award Bester Rookie                             | Don Marshall    | Buffalo Bisons     |
| Harry „Hap“ Holmes Memorial Award Torhüter mit dem geringsten Gegentorschnitt | Gil Mayer       | Pittsburgh Hornets |